# Tyrel Jackson Williams
Tyrel Jackson Williams (ur. 16 marca 1997 w hrabstwie Westchester) – amerykański aktor telewizyjny, znany jako Leo Dooley z sitcomu Disney XD Szczury laboratoryjne i komedii telewizyjnej Disney XD Wszystkie kłamstwa Jacka. Drugi z trzech synów piosenkarki i autorki tekstów piosenek Angeli Williams i sierżanta policji Le'Roya Williamsa. Jego dwaj bracia to - starszy Tyler James (ur. 9 października 1992) i młodszy Tylen Jacob (ur. 8 grudnia 2001).

## Wybrana filmografia
- 2004: Ulica Sezamkowa
- 2005: The Naked Brothers Band: The Movie
- 2006: Miłość na zamówienie jako Jeffrey
- 2005: Wszyscy nienawidzą Chrisa
- 2007: Wszyscy nienawidzą Chrisa
- 2008–2009: Przyjaciele z podwórka jako Tyrone
- 2010: Współczesna rodzina jako Mały Phil
- 2010: Powodzenia, Charlie! jako Jasper
- 2011: Para królów jako Hilo Tutuki
- 2011: Batman: Odważni i bezwzględni jako Chris
- 2010–2012: Community jako Jordan Bennett
- 2012–2016: Szczury laboratoryjne jako Leo Dooley
- 2014: Wszystkie kłamstwa Jacka jako Mikey
- 2015: Oddział specjalny (Lab Rats vs. Mighty Med) jako Leo Dooley